# Општина Чумегиу (Бихор)
Чумегиу (рум. Ciumeghiu) општина је у Румунији у округу Бихор.
Oпштина се налази на надморској висини од 92 m.